# Conrad Portas
Pour les articles homonymes, voir Portas (homonymie).
 (octobre 2014).
Si vous disposez d'ouvrages ou d'articles de référence ou si vous connaissez des sites web de qualité traitant du thème abordé ici, merci de compléter l'article en donnant les références utiles à sa vérifiabilité et en les liant à la section « Notes et références ».
Conrad Portas Burcet, né le 26 novembre 1901 à Sant Feliu de Guixols (Catalogne, Espagne) et mort le 28 janvier 1987 à Barcelone, est un footballeur international espagnol des années 1920 et 1930. Il jouait au poste de défenseur.

## Biographie

### Clubs
Conrad Portas se forme à l'Ateneu Deportiu Guixols à partir de 1914, âgé de 13 ans, jusqu'à arriver en équipe première[réf. nécessaire]. En juillet 1925, il est recruté par l'Espanyol de Barcelone où il joue jusqu'en 1931, remportant la Coupe d'Espagne en 1929[réf. nécessaire]. 
En 1931, il passe dans les rangs du FC Barcelone[réf. nécessaire]. Il forme une belle ligne défensive[non neutre] avec Ricardo Zamora dans les buts et Ricardo Saprissa[réf. nécessaire].
Il met un terme à sa carrière en 1938 après une saison avec l'Espanyol.

### Équipe nationale
Conrad Portas joue deux fois avec l'équipe d'Espagne. Son premier match a lieu le 17 avril 1927 à Santander face à la Suisse. Le deuxième match a lieu le 22 avril 1928 à Gijón face à l'Italie[réf. nécessaire].

## Palmarès
Avec l'Espanyol :
- Vainqueur de la Coupe d'Espagne en 1929